# Boeing T-43
T-43A var et modificeret Boeing 737-200 der blev anvendt af United States Air Force. Flyet blev leveret i 1973 og 1974. Dets primære mission var at fungere som flyvende klasseværelse til uddannelse af navigatører til luftvåbnet. Der var tolv navigatorposter om bord til eleverne, og pladser til seks instruktører, en pilot og en andenpilot.
Flyet blev taget ud af drift i september 2010. 